# Villa des Trois-Couronnes
La villa des Trois-Couronnes est une rue située dans le 20e arrondissement de Paris, en France.

## Origine du nom
Elle doit son nom en raison de la proximité de la rue éponyme.

## Historique
Cette villa, provisoirement dénommée « voie DO/20 », reçut sa dénomination actuelle par un décret municipal du 28 décembre 1992. 